# Resolution 2783 des UN-Sicherheitsrates
Die Resolution 2783 des UN-Sicherheitsrates betraf die  Verlängerung der mit der Resolution 2293 (2016) des Sicherheitsrats verhängten Maßnahmen zum Waffenembargo gegen die Demokratische Republik Kongo bis zum 1. Juli 2026 und zur Verlängerung des Mandats der mit der Resolution 1533 (2004) eingesetzten Expertengruppe bis zum 1. August 2026.
Der UN-Sicherheitsrat gab sich besorgt über die Situation im Kongo und beschloss das in der Resolution 2293 festgelegte Waffenembargo zu verlängern.

## Wortlaut
Die entscheidende Passage lautet:

„Der UN-Sicherheitsrat beschließt, das in Ziffer 6 der Resolution 2360 festgelegte Mandat der Sachverständigengruppe bis zum 1. August 2026 zu verlängern, bekundet seine Absicht, das Mandat zu überprüfen und spätestens am 1. Juli 2026 einen entsprechenden Beschluss hinsichtlich seiner weiteren Verlängerung zu fassen, ersucht den Generalsekretär, so rasch wie möglich die notwendigen Verwaltungsmaßnahmen zu treffen, um die Sachverständigengruppe in Abstimmung mit dem Ausschuss wiedereinzusetzen, und dabei gegebenenfalls den Sachverstand der Mitglieder der mit früheren Resolutionen eingesetzten Gruppe heranzuziehen, und erklärt erneut, wie wichtig es ist, die Sicherheit der Angehörigen der Sachverständigengruppe zu gewährleisten.“

Der Beschluss wurde einstimmig angenommen.